# Charaxes nigropunctata
Charaxes nigropunctata är en fjärilsart som beskrevs av Heinrich Neustetter 1916. Charaxes nigropunctata ingår i släktet Charaxes och familjen praktfjärilar. Inga underarter finns listade i Catalogue of Life.